# Sorterutenien
Sorterutenien er et historisk landskab tilsvarende nordvestlige del af den nuværende Hviderusland, regionen omkring Navahrudak (Novgorodok) i den øvre del af floden Nemunas. Udtrykket blev brugt første gang i vestlige europæiske kilder omkring 1360, men blev da brugt om et område i Ukraine. Navnet Hviderusland er hovedsageligt blevet brugt i skrifter fra 1700-tallet.
Andre større byer i området er Grodno (Hrodna), Slonim, Vaŭkavysk (Volkovysk), Lida og Njasvizj.
Fra 1239 blev området hovedsageligt regeret af Storfyrste Mindaugas af Litauen. I årene 1239-1248 angreb litauiske styrker hyppigt området, da de rutenske fyrstendømmer var svækket af tatarernes angreb. Fra slutningen af 1200-tallet kom Sorterutenien, Hviderusland sammen med Žemaitija og det litauiske højland, Aukštaitija, til at udgøre kerneområderne i Storfyrstendømmet Litauen.
Fra 1507–1569 udgjorde området Naugarduko vaivadija i Storfyrstendømmet Litauen og fra 1569 frem til Polens tredje deling i 1795 Nowogródek voivodskab i Den polsk-litauiske realunion.